# Il Califfo di Bagdad
Il Califfo di Bagdad (El califa de Bagdad) es una ópera bufa en dos actos del compositor Manuel García según libreto de Andrea Leone Tottola. Se estrenó en el Teatro del Fondo de Nápoles el 30 de septiembre de 1813.
Se trata de la clásica historia de enredo en la que un gran califa se hace pasar por bandido para enamorar a una joven. Fue la primera opera italiana del autor, no tiene recitativos, pero si textos hablados, y varios números de conjunto (dúos, tríos, cuartetos).
La música recuerda a la de Rossini y Domenico Cimarosa, siendo de una dificultad técnica importante para los cantantes.
Il Califfo di Bagdad rara vez se representa en la actualidad; en las estadísticas de Operabase aparece con sólo una representación en el período 2005-2010.

## Argumento

### Acto I
El poderoso y viejo Emir quiere casarse con la joven  hija de Leméde que se llama Zetulbé.
Zetulbé sin embargo ama a Isauun que la salvó de una banda de ladrones.
Isauun es el realidad el Califa de Bagdad disfrazado, está enamorado de Zetulbé, pero piensa no mostrar su auténtica identidad hasta saber si su amor es correspondido.
Isauun aparece en casa de Zetulbé y ambos se declaran su amor ante la oposición de Leméde y su esposo que creen que  Isauun es solamente un ladrón más de la banda.
Se concierta el enlace,  llegan los sirvientes de Isauun con regalos y preparativos para la boda. Entonces aparece el Emir que por venganza  acusa a Isauun de ser el jefe de una banda de ladrones. Poco después llega la justicia para prender a Isauun. Este declara su verdadera identidad al Cadí el cual se retira haciendo reverencias. Todos los presentes quedan desconcertados.

### Acto II
Isauun parlamenta con Leméde sobre el contrato de boda, esta desconfía y se resiste al enlace. Entonces entra el Cadí y solicita a Leméde su intercesión ante Isauun. Leméde intenta obtener información del Cadí, pero este por miedo al Califa no se atreve a hablar.
Zetulbé habla con Kesia y le confiesa que ha prometido amor a Isauun.
Llega a la casa Jemalden el sobrino de Leméde y se sorprende ante todos los cambios que han tenido lugar en su ausencia.  Leméde insiste en que el pretendiente de su hija no es más que un ladrón, ante lo cual Jemalden se indigna y pretende matarlo, pero Zetulbé intercede para que no le haga daño a su prometido.
Poco después llega Isauun con su magnífica corte. Todos le aclaman como el Califa ante la sorpresa de Zetulbé y Leméde. A continuación se celebra la espléndida boda.

## Personajes
| Personaje | Tesitura | Reparto del estreno, 30 de septiembre de 1813 |
| --------- | -------- | --------------------------------------------- |
| Isauun    | tenor    | Manuel García                                 |
| Zétulbé   | soprano  | Isabella Colbran                              |
| Késia     | soprano  | Francesca Cardini                             |
| Leméde    | soprano  | Maria Joaquina Sitches (Gioacchina Garcia)    |
| Jemalden  | tenor    | Domenico Donzelli                             |
| Un Cadí   | bajo     | Angelo Ranfagni                               |
| Un juez   | tenor    | Gaetano Chizzola                              |